# Jeunesse sans dieu
Cet article concerne le roman. Pour le téléfilm, voir Jeunesse sans dieu (téléfilm).
Jeunesse sans dieu est le troisième roman de l'écrivain austro-hongrois Ödön von Horváth paru en allemand en 1937. En 1938, le livre est placé sur la liste des auteurs interdits par le régime national-socialiste.

## Résumé
Dans l'Allemagne nazie des années 1930, un enseignant en géographie corrige les travaux de ses élèves, une classe de garçons de quatorze ans environ. Il les nomme tous par la première lettre de leur nom de famille et, ainsi, note que l'élève N écrit des propos racistes à l'égard des nègres (terme utilisé pendant tout le roman), préjugés qu'il a déjà souvent entendus à la radio ces derniers temps et qui lui font peur. Cela lui rappelle qu'il a perdu la foi à cause des horreurs de la Première Guerre mondiale.
Le lendemain, en distribuant les copies, il commente à l'élève N que « les nègres sont aussi des hommes. » Le lendemain, le père de N, un artisan, vient manifester sa désapprobation, car défendre les nègres, « c'est du sabotage contre la patrie ! » Le directeur de l'établissement le remet à l'ordre également quelques jours plus tard, parce que tous doivent s'adapter aux circonstances politiques du moment. La classe de l'enseignant signe même une pétition contre lui : ils ne veulent plus recevoir son enseignement.
L'enseignant sort un soir pour noyer ses problèmes dans l'alcool et rencontre un ancien collègue surnommé Jules César, de bon conseil en général. Ils causent de l'évolution présente de la société et Jules César mentionne l'avènement de l'Ère des Poissons, que l'âme de l'homme sera bientôt immobile comme le visage d'un poisson. 
L'élève W meurt d'une pneumonie et, aux funérailles, l'enseignant remarque la présence de l'élève T et, surtout, son regard vide, comme celui d'un poisson.
L'enseignant n'est pas suspendu de ses fonctions à l'école secondaire et il doit même accompagner à la campagne sa classe au cours d'un camp de vacances à Pâques, commandé par un vieil adjudant. Toutes les écoles doivent le faire en Allemagne à cette époque et cela sert de quasi préparation militaire. Les garçons apprennent à tirer, à marcher et — surtout — à obéir. L'enseignant, que ses élèves nomment « Monsieur le professeur », fait la connaissance d'un curé dans le village voisin, avec qui il a des discussions religieuses et philosophiques.
Un appareil de photo est volé au camp. Dans son enquête, le professeur observe que l'élève Z a des contacts avec une bande mystérieuse de jeunes voleurs (l'enseignant le sait car il les a surpris un autre jour en train de voler une vieille dame aveugle), dont une jeune fille. Z a reçu une lettre d'un des voleurs et le professeur pense qu'il va devoir la lire aussi.
L'élève Z et l'élève N, qui dorment dans la même tente, se chamaillent. Le professeur apprend ainsi que Z tient un journal, ce qui le rend encore plus curieux. Pendant l'absence de la troupe, le professeur ouvre le coffret où Z cache son journal, en brisant la serrure. À sa lecture, il apprend que  la fille de la bande de voleurs se prénomme Ève et que Z entretient avec elle une relation sexuelle, mais aussi que Z prétend tuer quiconque oserait lire son journal. La troupe revient de son excursion et Z remarque immédiatement que son coffret a subi une effraction ; il accuse N. Le professeur intervient pour séparer Z et N mais ne mentionne pas que c'est lui qui a ouvert le coffret. Il décide de révéler cela le lendemain, ce qu'il ne fera évidemment pas en raison du sentiment de honte que cela produira.
Le surlendemain, l'élève N est retrouvé mort en forêt et le sentiment de culpabilité travaille le professeur. Une enquête pour homicide est entamée par la police et un élève mentionne alors le conflit entre Z et N. Z avoue le meurtre de son camarade, mais l'enseignant ne dit toujours rien. Après la lecture du journal de Z, la police emprisonne également Ève.
Le procès de Z débute quelque temps plus tard. Z ne conteste pas son acte mais ne se souvient plus des détails. Il y a pourtant des éléments qui infirment son implication. Le professeur a enfin le courage de révéler aux juges et au public la vérité, que c'est lui qui a ouvert le coffret de Z, et ceci encourage Éve à témoigner. Elle révèle que c'est un autre élève, qui a des yeux de poisson et dont elle ne connaît pas le nom, qui a tué l'élève N. Le professeur comprend immédiatement qu'il s'agit de l'élève T. Le tribunal, lui, pense qu'Ève est la criminelle : son procès et son jugement auront lieu dans trois mois.
Le professeur est obsédé par l'idée qu'Ève n'est pas la meurtrière de N, mais que c'est T. Avec l'aide de Jules César et d'autres élèves qui ont formé un club humaniste, le professeur va tenter de la sauver. L'élève B va notamment l'aider en témoignant auprès du juge; B lui apprend qu'il est surnommé « le nègre » par sa classe et « le poisson » par T.
Le curé rencontré lors du camp trouve que le professeur, qui a perdu son poste d'enseignant et toute chance d'avenir en Allemagne, est une personne de bien: il lui offre un poste d'enseignant en Afrique. Il lui recommande aussi d'avertir directement les parents de T. À leur domicile, la mère de T, de la haute bourgeoisie locale, n'a pas de temps à consacrer au professeur et celui-ci rencontre T, avec qui il discute de la situation. T nie les faits.
Quelques jours plus tard, le professeur apprend que T s'est pendu chez lui, manifestement parce qu'il redoutait que sa famille soit mise au courant de l'affaire de meurtre. Un message partiel a été retrouvé, où T dénonce la pression du professeur. Mais, en présence des policiers, la mère lâche de ses mains la seconde partie du message où T reconnaît avoir tué N avec une pierre. Dieu semble avoir puni justement, selon ce que pense le professeur.
Le professeur peut quitter l'Allemagne : « Le nègre va chez les nègres ».

## Adaptations

### Cinéma
- 1938 : Robert Siodmak n'a pas pu tourner Jugend ohne Gott, une adaptation du roman qui avait été discutée avec Ödön von Horváth, en raison du décès de l'écrivain

- 2018 : Godless, réalisé par Alain Gsponer, transpose le roman en 2049 dans un futur déshumanisé où un groupe d’étudiants est amené à subir une série d’épreuves d’endurance en vue d’intégrer la plus haute caste de la société.

### Télévision
- 1991 : Jugend ohne Gott, téléfilm allemand réalisé par Michael Knof, avec Ulrich Mühe[1]
- 1996 : Jeunesse sans dieu, téléfilm franco-belge réalisé par Catherine Corsini, avec Marc Barbé[2]